# Tàngara beccònica culroja
La tàngara beccònica culroja (Conirostrum speciosum) és un ocell de la família dels tràupids (Thraupidae).

## Hàbitat i distribució
Habita boscos galeria, clars, boscos decidus i vegetació secundària de les terres baixes a l'est de Colòmbia, sud de Veneçuela, Guaiana i nord del Brasil, est del Perú, Amazònia, sud i sud-est del Brasil, Bolívia, Paraguai i nord de l'Argentina.